# Gonodes aroensis
Gonodes aroensis là một loài bướm đêm trong họ Noctuidae.